# Birgit Seelbach-Göbel
Birgit Seelbach-Göbel (* 15. Juli 1954 in Völklingen) ist eine deutsche Gynäkologin und Geburtshelferin. Sie lehrt als Professorin an der Universität Regensburg.

## Leben und Wirken
Birgit Seelbach wurde 1954 als Tochter des Spediteurs Heinrich Seelbach und seiner Ehefrau Hedwig im Saarland geboren. In Völklingen besuchte sie von 1961 bis 1965 die Volksschule, danach das Staatliche Mädchenrealgymnasium, wo sie 1973 ihr Reifezeugnis erwarb. Ab dem Sommersemester 1974 studierte sie an der Julius-Maximilians-Universität Würzburg Humanmedizin, welches sie im Juni 1980 mit dem ärztlichen Staatsexamen abschloss.
Im Juli 1980 wurde ihr die ärztliche Approbation erteilt und sie mit der Dissertation Gegenüberstellung von Funktionsuntersuchungen der Atemleistung bei Steinhauersilikosen und Porzellinerlungen unter Berücksichtigung der ILO-UC-Klassifikation an der Universität Würzburg promoviert. Sie absolvierte die Facharztausbildung für Frauenheilkunde und Geburtshilfe an der Universitätsfrauenklinik und habilitierte sich dort 1994 mit einer Schrift zur Beurteilung der cerebralen Sauerstoffversorgung des Feten durch Nah-Infrarot-Spektroskopie und reflexionspulsoximetrische Messungen sub partu. Nach der Ernennung zur Privatdozentin wurde Birgit Seelbach-Göbel 2000 auf den Lehrstuhl für Gynäkologie und Geburtshilfe, Schwerpunkt Geburtshilfe, der Universität Regensburg berufen und übernahm die damit verbundene Leitung der Frauenklinik St. Hedwig am Krankenhaus Barmherzige Brüder Regensburg.
Der Forschungsschwerpunkt liegt auf der Pathogenese frühkindlicher Hirnschäden, Pathogenese der Frühgeburt, Immunologie der Schwangerschaft und des Feten, Pathophysiologie schwangerschaftsspezifischer Erkrankungen und der Langzeitprognose von Gestationsdiabetikerinnen. Es bestehen auf dem Gebiet der Präeklampsie seit 2012 Kooperationen mit der Universität Leipzig und Universität Jena sowie den Lehrstuhl für Mikrobiologie der Universität Regensburg und dessen Klinik für innere Medizin.
Seit 1977 ist Birgit Seelbach-Göbel mit Walter Göbel verheiratet. Sie ist Mutter von vier Kindern.

## Schriften (Auswahl)
- Birgit Seelbach-Göbel: Gegenüberstellung von Funktionsuntersuchungen der Atemleistung bei Steinhauersilikosen und Porzellinerlungen unter Berücksichtigung der ILO-UC-Klassifikation. Dissertation, Julius-Maximilians-Universität Würzburg 1980, online (PDF-Dokument, 2,15 MB)
- Birgit Seelbach-Göbel: Beurteilung der cerebralen Sauerstoffversorgung des Feten durch Nah-Infrarot-Spektroskopie und reflexionspulsoximetrische Messungen sub partu. Habilitationsschrift, Julius-Maximilians-Universität Würzburg 1994
- Birgit Seelbach-Göbel: Protrahierte Geburt, Geburtsstillstand, Einstellungsanomalien. In: Franz Kainer (Hrsg.): Facharzt Geburtsmedizin. 1. Auflage. Urban & Fischer, München 2006, ISBN 3-437-23750-0, 24.4, S. 943–954.
- Birgit Seelbach-Göbel: Anatomie und Physiologie der Geburtswege und des Geburtsobjektes. In: Werner Rath, Ulrich Gembruch, Stephan Schmidt (Hrsg.): Geburtshilfe und Perinatalmedizin: Pränataldiagnostik – Erkrankungen – Entbindung. 2. Auflage. Thieme, Stuttgart 2010, ISBN 978-3-13-109682-1, 7.2, S. 203–207.
- Birgit Seelbach-Göbel: Geburtsmechanismus. In: Werner Rath, Ulrich Gembruch, Stephan Schmidt (Hrsg.): Geburtshilfe und Perinatalmedizin: Pränataldiagnostik – Erkrankungen – Entbindung. 2. Auflage. Thieme, Stuttgart 2010, ISBN 978-3-13-109682-1, 7.3, S. 209–213.
- Birgit Seelbach-Göbel: Die pathologische Geburt. In: Werner Rath, Ulrich Gembruch, Stephan Schmidt (Hrsg.): Geburtshilfe und Perinatalmedizin: Pränataldiagnostik – Erkrankungen – Entbindung. 2. Auflage. Thieme, Stuttgart 2010, ISBN 978-3-13-109682-1, 13.4, S. 587–597.
- Birgit Seelbach-Göbel: Regelwidrigkeiten des Geburtsmechanismus: Lage- und Poleinstellungsanomalien. In: Werner Rath, Ulrich Gembruch, Stephan Schmidt (Hrsg.): Geburtshilfe und Perinatalmedizin: Pränataldiagnostik – Erkrankungen – Entbindung. 2. Auflage. Thieme, Stuttgart 2010, ISBN 978-3-13-109682-1, 13.5, S. 598–611.
- Birgit Seelbach-Göbel: Vaginal-operative Geburt. In: Werner Rath, Ulrich Gembruch, Stephan Schmidt (Hrsg.): Geburtshilfe und Perinatalmedizin: Pränataldiagnostik – Erkrankungen – Entbindung. 2. Auflage. Thieme, Stuttgart 2010, ISBN 978-3-13-109682-1, 13.7, S. 619–630.

## Fachgesellschaften
Birgit Seebacher-Göbel ist seit 2012 Mitglied des Vorstands der Deutschen Gesellschaft für Gynäkologie und Geburtshilfe, zunächst als Schriftführerin, seit Oktober 2014 als deren 1. Vizepräsidentin, sowie Vizepräsidentin der Deutschen Gesellschaft für Pränatal- und Geburtsmedizin.